# Dallas Long
Dallas Crutcher Long III (Pine Bluff, 13 giugno 1940 – Whitefish, 10 novembre 2024) è stato un pesista statunitense, vincitore della medaglia d'oro ai Giochi olimpici del 1964.

## Biografia
Long dominò il getto del peso negli anni '60, vincendo tre titoli NCAA consecutivi nell'evento (1960-61-62) e vincendo la medaglia d'oro nel getto del peso alle Olimpiadi di Tokyo del 1964 con un record olimpico all'epoca di 66-8,50. Vinse anche la medaglia di bronzo nel getto del peso alle Olimpiadi di Roma del 1960 e stabilì il record mondiale di getto del peso 11 volte dal 1959 al 1965 (con un miglior risultato di 67-10,25).
Dallas Long è morto per cause naturali all'età di 84 anni a Whitefish, nel Montana, il 10 novembre.

## Palmarès
| Anno | Manifestazione      | Sede    | Evento         | Risultato | Misura  | Note            |
| ---- | ------------------- | ------- | -------------- | --------- | ------- | --------------- |
| 1959 | Giochi panamericani | Chicago | Getto del peso | Argento   | 18,51 m |                 |
| 1960 | Olimpiadi           | Roma    | Getto del peso | Bronzo    | 19,01 m |                 |
| 1964 | Olimpiadi           | Tokyo   | Getto del peso | Oro       | 20,33 m | Record olimpico |